# Karl Trost
Karl Trost (* 18. August 1890 in Würzburg; † 22. März 1949 ebenda) war ein deutscher Metzger, Handwerksfunktionär und Mitglied des bayrischen Senats.
Trost erlernte den Metzgerberuf im Betrieb seiner Eltern, in dem er auch arbeitete. 1914 erwarb er den Meisterbrief. Im Ersten Weltkrieg war er als Soldat tätig, bis er aufgrund einer schweren Verwundung entlassen wurde. Nach dem Krieg übernahm er den Betrieb seiner Eltern. Von 1929 bis 1933 und von 1945 bis 1949 war er Obermeister der Metzgerinnung Würzburg und gehörte dem Vorstand der Metzgergenossenschaft an. Er saß für die Bayerische Volkspartei im Würzburger Stadtrat und war 1945 Bezirksbürgermeister von Würzburg-Zellerau. Im Juli 1945 wurde er Präsident der Handwerkskammer für Unterfranken, ferner war er von 1947 bis zur Auflösung 1948 Vorsitzender des Viehwirtschaftsverbandes und des Häuteaktionsverbandes sowie Mitbegründer des Fleischer-Verbands in der amerikanischen Besatzungszone. Von Dezember 1947 bis zu seinem Tod war er Mitglied des Bayerischen Senats.